# 島田善介
島田 善介（しまだ ぜんすけ、旧名：福田 子之助、1888年10月7日 - 1955年1月29日）は、栃木県氏家町（現・さくら市）出身の野球選手。

## 経歴
慶應義塾普通部では1年生からレギュラー遊撃手であった。
慶應義塾大学へ進学すると捕手にコンバートし、1906年秋に中止となった早慶戦にも出場していた。また、ハワイ遠征やアメリカ遠征に参加した。強肩で有名であり、二塁送球が鮮やかと評され名物であった。
大学卒業後は「島田善介」と改名し、引き続き三田倶楽部でプレー。
1922年11月に来日した米大リーグ選抜チームとの試合では小野三千麿とバッテリーを組み9対3で勝利し、自身も1回にホームランを打っている。
晩年は日本学生野球協会審査委員、副会長を歴任した。
1955年1月29日に慶應病院で死去。1969年に野球殿堂入り。